# Hotel Ambassador (Los Angeles)
Hotel Ambassador byl hotel v kalifornském Los Angeles. Architektonický návrh zpracoval Myron Hunt. Oficiální otevření se uskutečnilo v lednu 1921. Vystavěn byl v neo-středomořském stylu za použití dlážděných podlah, italských kamenných krbů a nádvoří se subtropickou flórou. Renovace vedená architektem Paulem Williamsem proběhla v závěru 40. let dvacátého století. V komplexu existoval noční klub Cocoanut Grove, místo losangeleského nočního života a konání ceremoniálů. V hotelu se šestkrát předávaly Oscary, poprvé v roce 1930 a naposledy roku 1943. Rovněž se v něm opakovaně udílely Zlaté glóby, poprvé v roce 1953. Hotel hostil každého amerického prezidenta od Herberta Hoovera až po Richarda Nixona.
Mezi umělce, kteří vystupovali v Cocoanut Grove klubu, se zařadili Frank Sinatra, Judy Garlandová, Sammy Davis, Nat King Cole, Barbra Streisandová, Bing Crosby, John Wayne, Lucille Ballová, Marilyn Monroe či The Supremes. V září 1959 se v něm ubytoval také první tajemník ÚV KSSS Nikita Sergejevič Chruščov během dvoutýdenní státní návštěvy Spojených států.
V hotelu byl 5. června 1968 spáchán atentát na amerického senátora Roberta F. Kennedyho usilujícího o zisk demokratické nominace pro listopadové prezidentské volby. Kvůli snižující se atraktivitě a úpadku cestovního ruchu v oblasti byl komplex pro návštěvníky uzavřen v roce 1989. Spojený školský obvod v Los Angeles se stal jeho vlastníkem roku 2001, se záměrem zbudovat na pozemcích nový školní komplex. Následný soudní spor o zachování hotelu jako historické památky skončil dohodou, která v roce 2005 umožnila jeho demolici a následující rok dokončení prací. Nový komplex šesti škol s kampusem pro 4,2 tisíce studentů, otevřený v září 2010, byl pojmenován Robert F. Kennedy Community Schools. S celkovým rozpočtem 578 milionů dolarů se stal nejnákladnější veřejnou školou ve Spojených státech.

## Hotelový řetězec

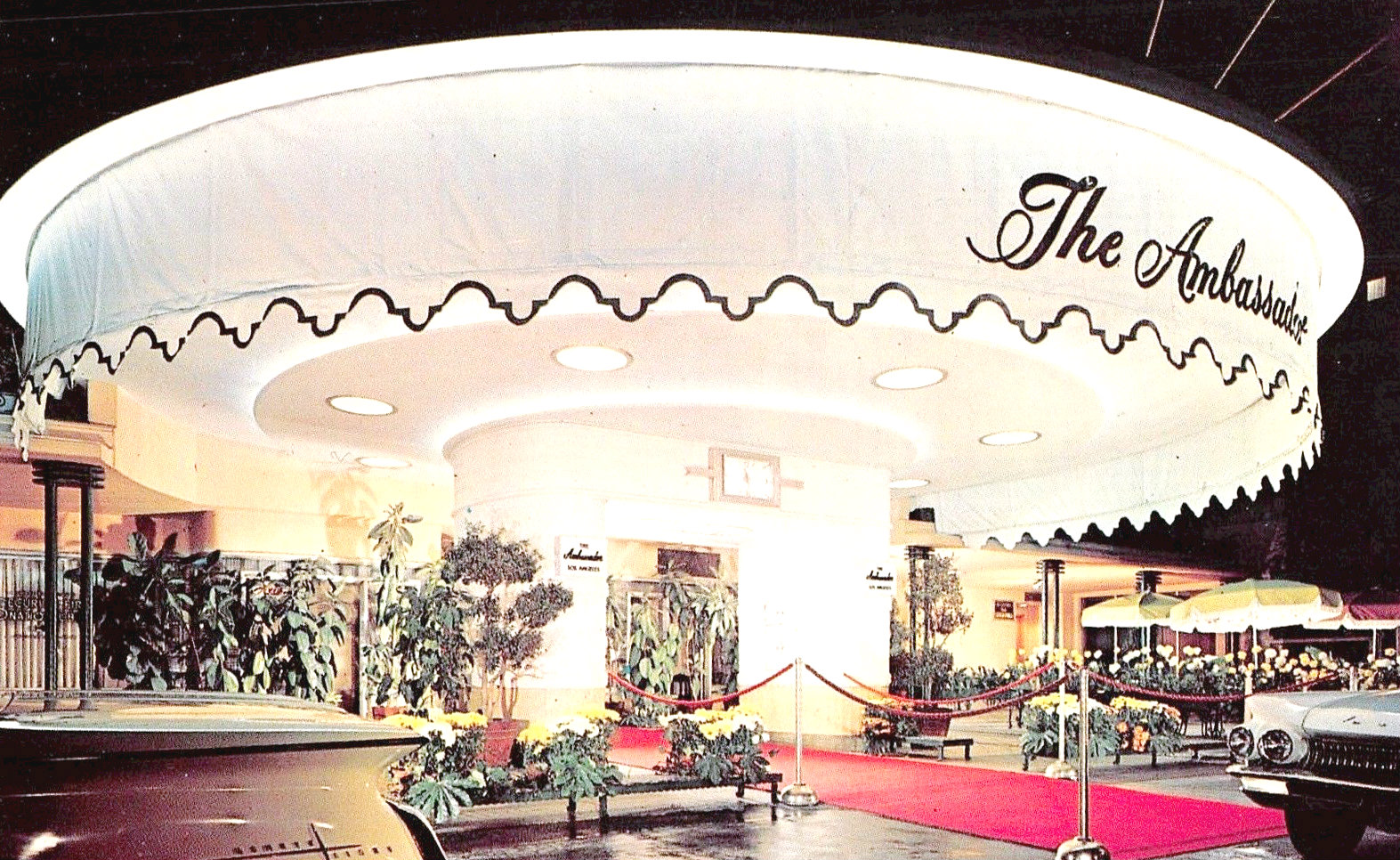
Vchod do hotelu, 1970

Hotel Ambassador sídlil na losangeleském bulváru Wilshire, mezi ulicemi Catalina Street a Mariposa Avenue, v oblasti později transformované do Korejské čtvrti. Postaven byl v rámci řetězce Ambassador Hotels System, který při jeho otevření na Nový rok 1921 zahrnoval hotely Ambassador a Alexandria v Los Angeles, Ambassador v Santa Barbaře, Ambassador v Atlantic City (přejmenovaný na Tropicana Casino and Resort) a také hotel Ambassador v New Yorku. Objekt v Santa Barbaře vyhořel krátce po otevření 13. dubna 1921 a Alexandria byla z řetězce odprodána v roce 1925. Naopak novou akvizicí se roku 1929 stal hotel Ambassador v Palm Beach. Mezi lety 1921–1971 losangeleský Ambassador vlastnila rodina Schineů; komplex se rozkládal na ploše 24 akrů v zadní části bulváru Wilshire Boulevard a zahrnoval budovu hotelu, garáže a samostatné vily.
Ve vilkách Ambassadoru bydleli umělci včetně herečky němého filmu Poly Negri. Hotelový noční klub Cocoanut Grove se stal místem vystoupení hudebníků, jakými byli Frank Sinatra, Barbra Streisandová, Judy Garlandová, Ella Fitzgeraldová, Louis Armstrong, Lena Horne, Nancy Wilson, Bing Crosby, Nat King Cole, Liza Minnelliová, The Supremes Perry Como, Dizzy Gillespie, Benny Goodman, Sammy Davis, Little Richard, Liberace, Natalie Coleová, Richard Pryor nebo Shirley Bassey.

## Historie

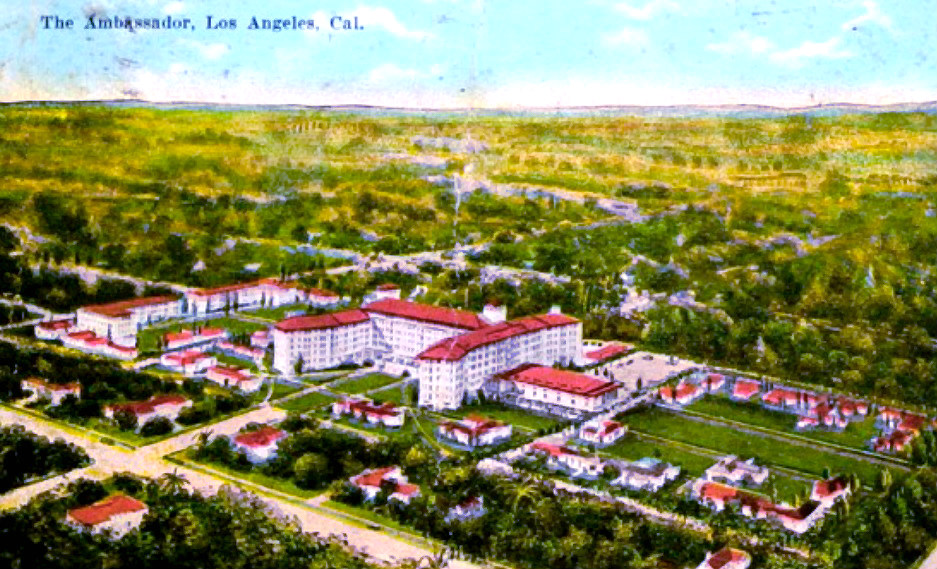
Pohlednice hotelu Ambassador, 1921

Architektem hotelového projektu se stal Myron Hunt. Ambassador byl oficiálně zprovozněn o půlnoci na Nový rok 1921. V hotelnictví nastolil nový standard komfortu. Hosty po příjezdu vítalo rozlehlé atrium s velkým italským krbem, křišťálovými lustry, orientálními koberci a bohatě zdobenými závěsy. Hotel disponoval tisíci pokoji a přilehlými vilkami. Rozkládal se na ploše 23,7 akrů. Ze severu jej ohraničoval bulvár Wilshire, z jihu 8. ulice, na východě Catalina Street a přibližně západním směrem Mariposa Avenue. Otevření nočního klubu Cocoanut Grove 21. dubna 1921 znamenalo upevnění společenského postavení hotelu jako místa střetávání umělců a celebrit. Mezi hosty se řadili Louis B. Mayer, Charlie Chaplin, Douglas Fairbanks, Mary Pickfordová, Howard Hughes, Rudolph Valentino, Gloria Swansonová a další. Podle časopisu Photoplay se pátečních tanečních soutěží v charlestonu často účastnily Joan Crawfordová s Carole Lombardovou, která byla pro film objevena v klubu. Umělé palmy, jež tvořily výzdobu Cocoanut Grove, pocházely z natáčení němé romance Šejk s Rudolphem Valentinem.

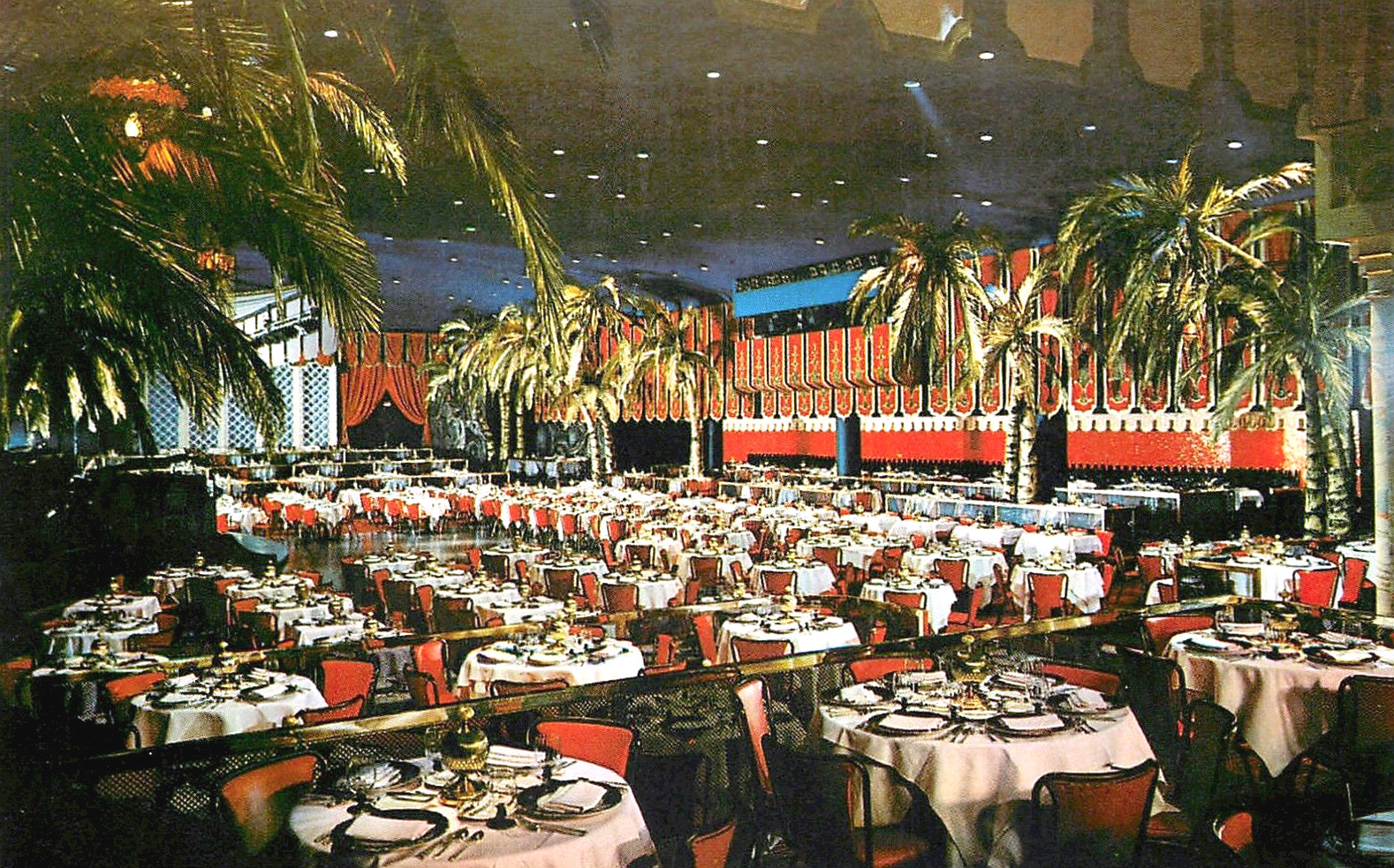
Noční klub Cocoanut Grove, místo předávání Oscarů a Zlatých glóbů

V roce 1928 se Gus Arnheim stal vedoucím orchestru Cocoanut Grove. Každovečerní program zahrnoval šest až sedm stálých písní, s dalšími skladbami. Některá vystoupení přenášel rozhlas. Během třicátých let klub navštěvovali Norma Shearerová, Irving Thalberg, Clark Gable, Katharine Hepburnová, Spencer Tracy, Cary Grant, John Wayne, Henry Fonda, Loretta Youngová, Lucille Ballová či Ginger Rogersová. Oscarový ceremoniál klub poprvé hostil 3. dubna 1930 v rámci 2. ročníku udílení Cen Akademie. Galavečer byl přenášen rozhlasem. V únoru 1940 se v něm konal 12. ročník, který uváděl Bob Hope. Za druhé světové války Cocoanut Grove navštěvovali vyjma umělců také vojáci, kteří byli přítomni dobročinným večerům na podporu americké armády. Během státní návštěvy prvního tajemníka ÚV KSSS Nikity Chruščova ve Spojených státech v roce 1959, bydlel sovětský lídr také v hotelu. Herec Ronald Reagan v něm pak oznámil kandidaturu do guvernérských voleb Kalifornie, konaných v listopadu 1966.

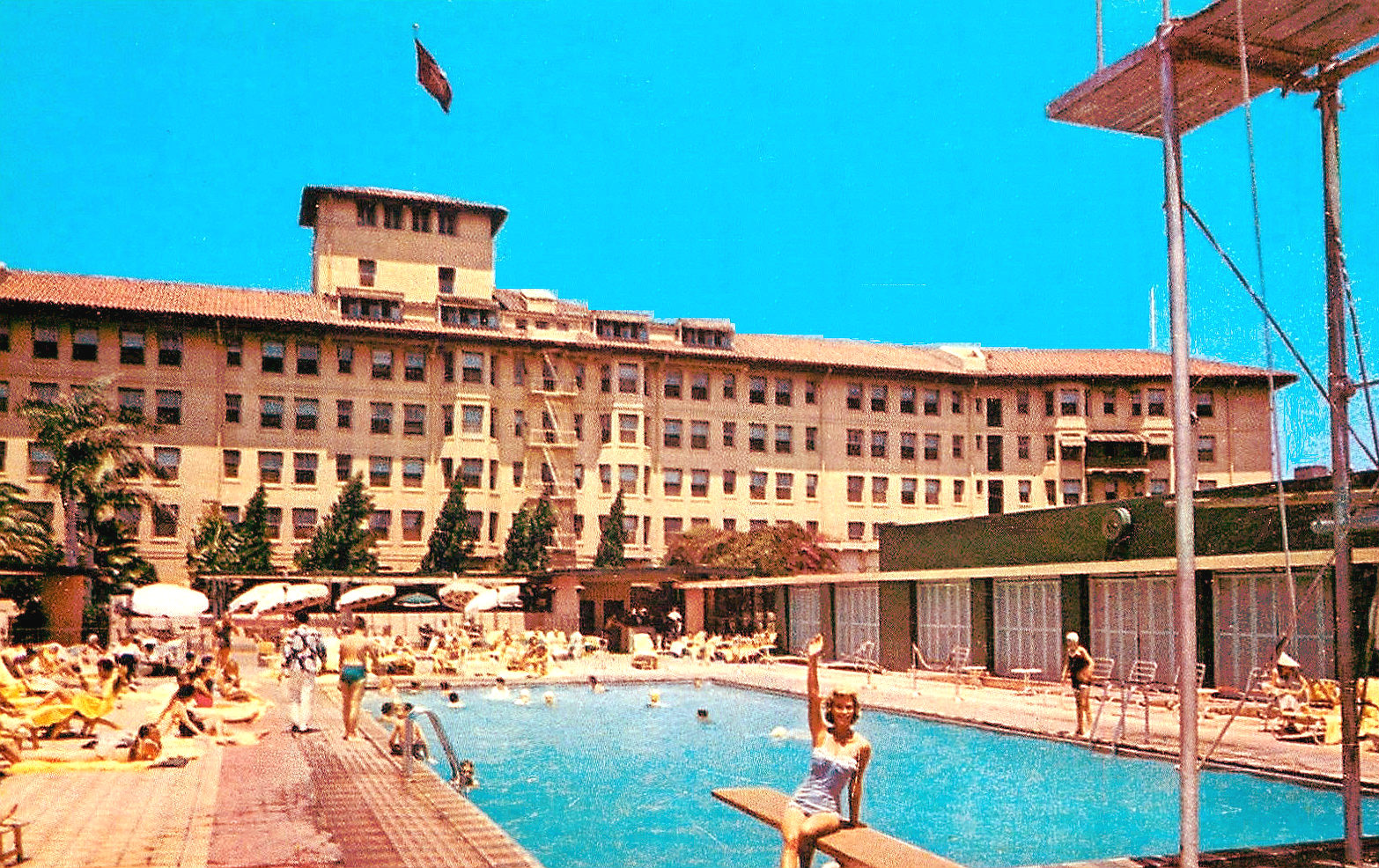
Hotelový bazén, 1956

Po vyhraných kalifornských primárkách demokratické strany vyslovil v hotelu po půlnoci 5. června 1968 krátký projev senátor Robert F. Kennedy ke svým podporovatelům. Při průchodu kuchyní na další setkání jej však smrtelně zranil výstřely do hlavy palestinský imigrant Sirhan Sirhan. Politik usilující o zisk nominace v prezidentských volbách 1968 následkům střelných zranění podlehl o den později v nemocnici. Část dopravní komunikace bulváru Wilshire před hotelem získala pojmenování „Robert F. Kennedy Parkway“. Senátorova smrt předznamenala zánik hotelu v souvislosti s úpadkem okolní oblasti během 60. a 70. let, v níž se zvýšila aktivita gangů, chudoby a pouličního obchodu s drogami. Úsilí zastřešené Sammym Davisem mladším vedlo roku 1970 k náhradě Cocoanut Grove za moderní klub „Now Grove“, s cílem oživení nočního života. Od července 1970 byli v hotelu 8,5 měsíce izolováni porotci, kteří rozhodli o vině Charlese Mansona, odsouzeného za vraždu a spiknutí za účelem vraždy sedmi osob. Investoři ztratili o hotel a přilehlou oblast zájem. Zhoršující se technický stav komplexu vyústil v roce 1989 k jeho uzavření. V červenci 1989 jej koupila za 64 milionů dolarů skupina newyorských developerů, jejichž hlavním manažerem se stal Donald Trump. Skupina roku 1990 představila plán na demolici a stavbu 125patrového mrakodrapu. Podnikatelé rozprodali vybavení interiéru včetně stříbrného servisu a nábytku. Již v červenci 1989 zveřejnil plán koupě rovněž Spojený školský obvod v Los Angeles, se záměrem výstavby škol pro dva tisíce středoškoláků.

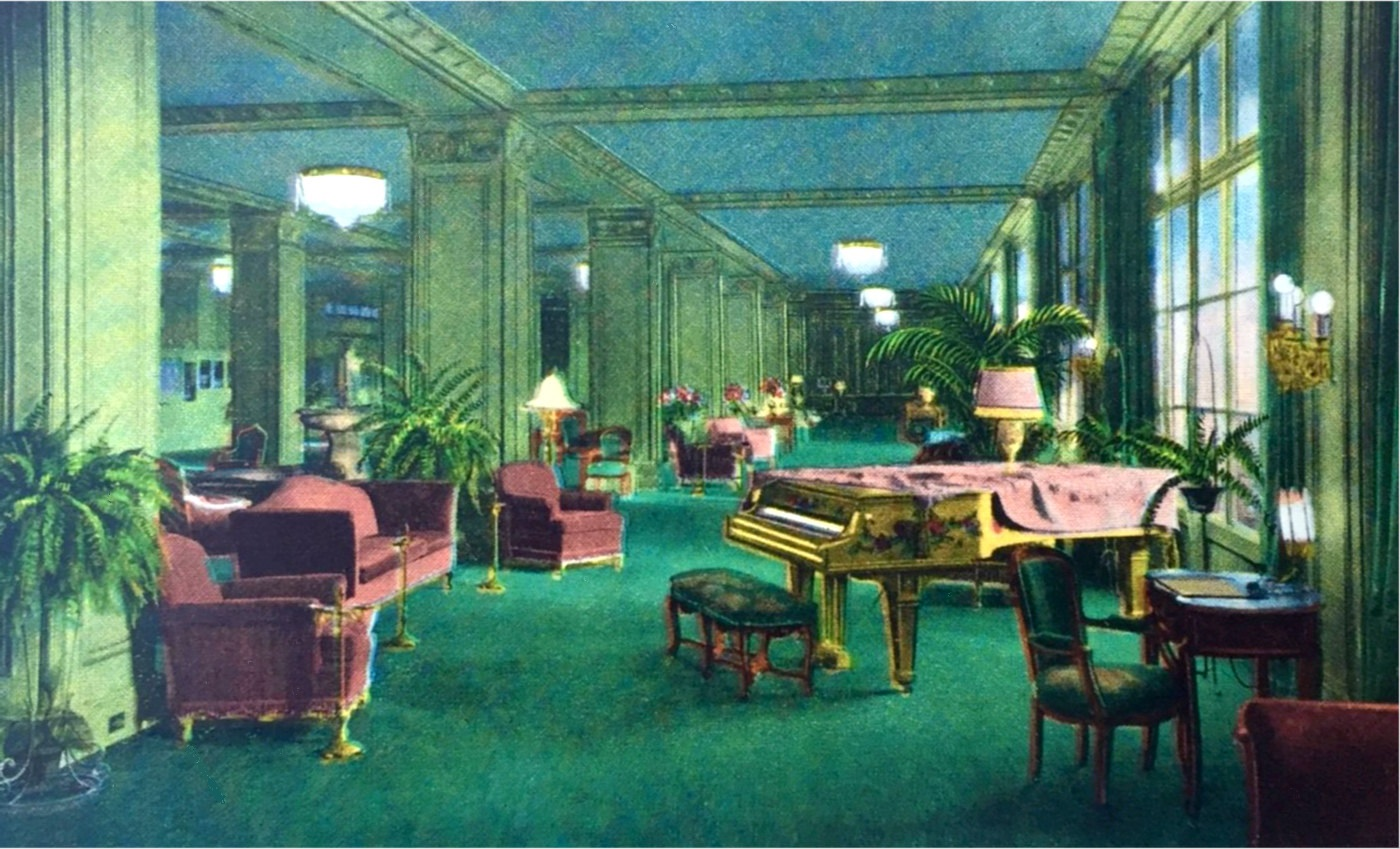
Pohlednice hotelové lobby, cca 1920–1930

Během listopadu 2001 se majitelem hotelu stal Spojený školský obvod v Los Angeles, když jej nabyl v řízení u místního insolvenčního soudu poté, co Trumpova skupina požádala o ochranu před úpadkem. Celková částka činila 76,5 milionů dolarů. V prosinci 2001 tak skončil desetiletý majetkový spor ve prospěch školského obvodu, jenž otevřel cestu ke zbourání. Na podporu demolice se zformovala koalice dvanácti subjektů tzv. RFK–12, která vedla do roku 2004 spor s oponenty, zejména losangeleskými památkáři, kteří usilovali o zachování hotelu jako historické památky. Soudní spory byly ukončeny v srpnu 2005, kdy školský obvod výměnou za demolici vytvořil fond ve výši 4,9 milionů dolarů určených na záchranu historických školních budov v Los Angeles. Přilehlé vilky byly nabídnuty obyvatelům. Příslib zachování historicky cenného klubu Cocoanut Grove v rámci přestavby a začlenění do posluchárny byl školským obvodem nakonec opuštěn kvůli strukturálním nedostatkům v projektu. V rámci demolice hotelu na přelomu let 2005 a 2006 byl zachován hotelový vstup a nejdříve i klub Cocoanut Grove. V roce 2008 však byla zbourána také většina klubu vyjma východní zdi, aby jej nahradil nový kampus. Školský obvod zato vložil další 4 miliony dolarů do záchranného fondu historických budov.
Nový komplex šesti veřejných škol s kampusem pro 4,2 tisíce studentů, otevřený v září 2010, získal název Robert F. Kennedy Community Schools. Celkové výdaje na výstavbu dosáhly výše 578 milionů dolarů, což ze zařízení učinilo nejnákladnější veřejnou školu ve Spojených státech.

## Filmová lokace
Hotel Ambassador Hotel se stal filmovou lokací celovečerních snímků, televizních seriálů a programů. Natáčela se v něm romantická komedie Bombshell (1933) s Jean Harlowovou. V jednom z prvních barevných krátkých filmů MGM, muzikálu Starlit Days at the Lido (1935) s Clarkem Gablem, se objevily hotelové lázně Lido Spa.

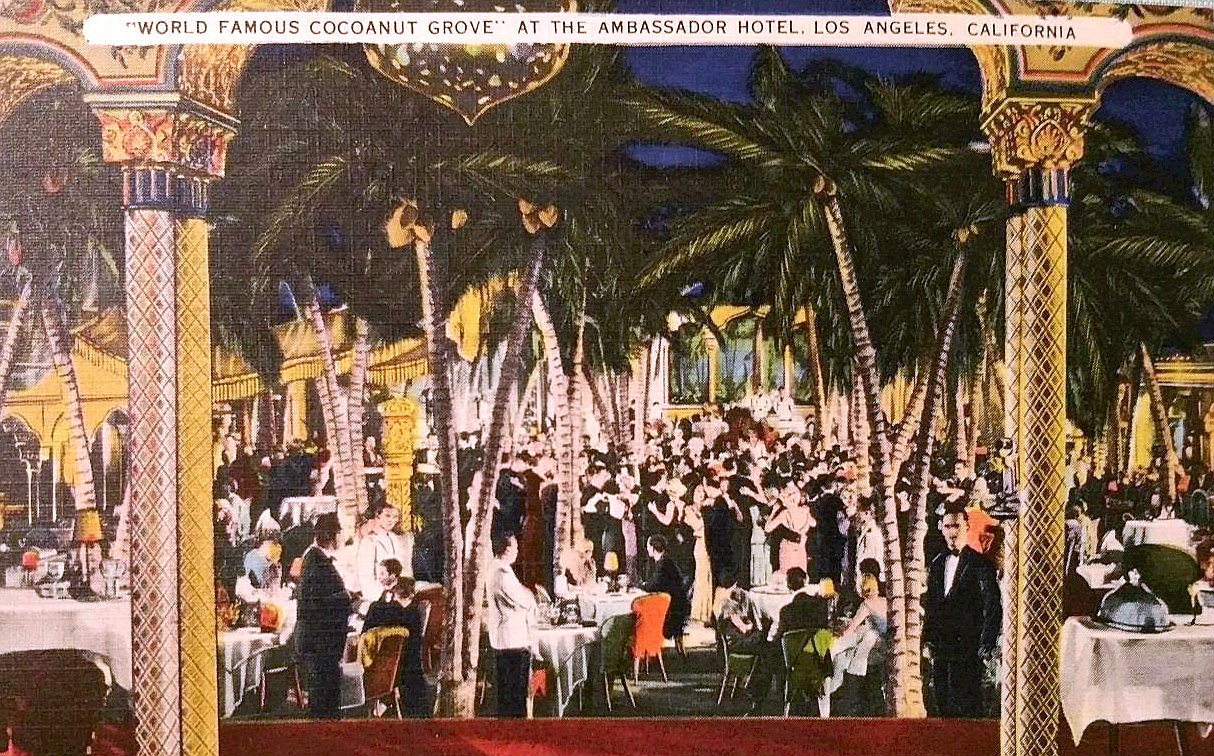
Noční život v klubu Cocoanut Grove na pohlednici z roku 1940

Mezi osmdesátými lety dvacátého století až počátkem třetího tisíciletí byly do hotelových kulis zasazeny scény z filmů Forrest Gump, To je vražda, napsala, S.W.A.T. – Jednotka rychlého nasazení, Loupež po italsku, Kokain, Maffiósso, či seriálu Beverly Hills 90210. Důvodem častého natáčení se stalo množství pokojů a jejich umístění, zajišťující, že štáb nebude rušen hotelovými hosty ani personálem. V takto uzavřených prostorech mohly vzniknout snímky s dobovým interiérem typickým pro 50. až 70. léta, například Na pokraji slávy, Apollo 13, Chyť mě, když to dokážeš, Hoffa a To je náš hit!.
Posledním seriálovým projektem se v útrobách hotelu stal díl „Roztočte lahev“ (2002) ze čtvrté řady seriálu Angel. Závěrečnou filmovou produkcí pak byla dramatizace posledních okamžiků života Francise R. Kennedyho před atentátem, nazvaná Bobby (2007). Filmaři obdrželi povolení natáčet v poslední čtvrtině roku 2005, krátce před zahájením demolice hotelu. Imitace nočního klubu Cocoanut Grove vznikla pro Scorseseho biografické drama Letec (2004). Ve sci-fi Třinácté patro (1999) byl hotel zobrazen jako součást virtuálně vytvořeného Los Angeles, které hlavní hrdina navštívil v roce 1937.
V září 1987 natočil Roy Orbison v klubu Cocoanut Grove koncert Roy Orbison and Friends: A Black and White Night k 30. výročí na scéně, poprvé vysílaný na Cinemaxu během ledna 1988. Rocková skupina Linkin Park v hotelu prezentovala během října 2002 nové album Meteora, včetně fotografií z tiskové konference. Guns N' Roses v něm natočila během února 1989 videoklip k písní „Patience“. V hotelu vznikl i videoklip skupiny Marilyn Manson k singlu „Long Hard Road Out of Hell“ ze soundtracku k hororu Spawn. Rocková kapela 311 využila hotelovou lobby jako pozadí pro nafocení obalu ke studiovému albu Evolver.